# Ramblin' Man
Ramblin' Man è un brano musicale del gruppo blues rock statunitense The Allman Brothers Band contenuto nel loro quarto album in studio Brothers and Sisters del 1973, composto dal chitarrista Dickey Betts. Il brano è ispirato dall'omonima canzone country del 1951 di Hank Williams. 
L'esecuzione delle parti in chitarra elettrica fu affidata al chitarrista Les Dudek; inoltre il brano fu uno tra gli ultimi lavori della band al quale partecipò il bassista Berry Oakley.
La canzone divenne il primo e unico singolo della The Allman Brothers Band a entrare nella top 10 dei singoli negli Stati Uniti, raggiungendo la seconda posizione nella Billboard Hot 100.